# الإسلام في ألبانيا (1913–1944)
اتسم الإسلام في ألبانيا (1913–1944) بعلمنة متزايدة للمجتمع الألباني والتي بدأت مع الاستقلال الألباني في 1912 متّبعة تأثيرات من الصحوة الوطنية الألبانية. في خلال فترة ما بين الحربين، نشأت مؤسسات إسلامية محلية جديدة مثل المشيخة الإسلامية الألبانية قطعت العلاقات مع الدولة العثمانية وركزت على توطين الإسلام في ألبانيا. لعبت الدولة الألبانية أيضًا دورًا هامًا في تلك العملية عبر تدخل الدولة والضغط لتقبل تلك المؤسسات والمجتمع الإسلامي الأوسع تلك الإصلاحات. كانت الإجراءات التي اتُبعت تحظر الحجاب وغيره والتي فُسرت على أنها عصرنة لألبانيا. سببت هذه الأحداث توترات ضمن أجزاء من المجتمع الإسلامي بين المحافظين وأولئك الذين رأوا أنفسهم تقدميين ما سبب مناقشات وتأملات حول الدور المستقبلي للإسلام في ألبانيا والهوية الألبانية. شهدت حقبة ما بين الحربين أيضًا انتشار الإسلام الصوفي في ألبانيا بطرائق مختلفة اكتسبت أتباعًا جددًا، وكانت أكبرها الطريقة البكتاشية التي نقلت مقرها العالمي إلى ألبانيا.

## حروب البلقان والاستقلال (1912 – 1913)
في عشية حروب البلقان وبسبب التمردات الألبانية في عامي 1908 و 1912، لم يكن العثمانيون واثقين مما إن كان الألبان المسلمون سيدافعون عن سيادة الدولة إذا ما اندلعت الحرب مع جيرانها البلقان الأرثوذكس. في أكتوبر 1912، عندما بدأت الجيوش البلغارية والمونتينيغرية والصربية واليونانية بالاعتداء على العثمانيين والدخول إلى مناطق مأهولة بالألبان المسلمين، بمعزل عن بعض الفرار بسبب بعض النكسات العسكرية، فقد انحازوا إلى العثمانيين وقاتلوا قتالًا جيدًا. بعد أن أدركوا أن انهيار الحكم العثماني عبر الهزيمة العسكرية في البلقان وشيك، أعلن الألبان، ويمثلهم إسماعيل كمال، الاستقلال عن الإمبراطورية العثمانية في 28 نوفمبر 1912 في فلوره. كان الدافع الرئيس للاستقلال منع ضم الأراضي البلقانية المأهولة بالألبان من قبل اليونان وصربيا، بينما شعرت حكومة جمعية الاتحاد والترقي الأتراك الشباب بالخيانة بسبب هذه التصرفات ذلك أنها اعتبرت الألبان شعبًا مسلمًا شقيقًا. من القوى العظمى، دعمت إيطاليا والإمبراطورية النمساوية المجرية الاستقلال الألباني بسبب مخاوف من أن تصير صربيا إذا ما سيطرت على الساحل الألباني قوة مناوئة في البحر الأدرياتيكي ومنفتحة على نفوذ حلفيتها روسيا.
بمعزل عن المصالح الجغرافية السياسية، كانت بعض القوى العظمى كارهة ضم مزيد من الأراضي البلقانية العثمانية المأهولة بالألبان إلى ألبانيا خوفًا من أن تصير الدولة الوحيدة التي يهيمن عليها المسلمون في أوروبا. كانت المقترحات الروسية الفرنسية تقترح ألبانيا مختزلة قائمة على ألبانيا الوسطى بسكان مسلمين بصورة رئيسة، ما دعمته أيضًا صربيا واليونان اللتين اعتبرتا أنه لا يمكن إلا للمسلمين أن يكونوا ألبانًا. ضمن إطار حروب البلقان (1912 – 1913) نشأت الحركة الإبيروسية الشمالية في جنوب ألبانيا بين السكان الأرثوذكس مطالبةً بالوحدة مع اليونان ومعارضة أيضًا العيش في ألبانيا يحكمها قادة من الألبان المسلمين. اندلع القتال في جنوب ألبانيا بين الجند اليونانيين غير النظاميين والألبان المسلمين الذين عارضوا الحركة الإبيروسية الشمالية. بين عامي 1912-1913 و1916، كانت بعض المناطق في جنوب ألبانيا تحت الحكم العسكري اليوناني بصورة مؤقتة وكان المسلمون في هذه المنطقة خاضعين للقانون اليوناني. على سبيل المثال، في عام 1913، عينت الحكومة اليونانية مفتيين في مستوطنات برمت، وليبوهوفه، وجيروساكتر، وديلفينه، وليسكوفيك، وفراشير، وتيبيلين وتلقوا كلهم رواتب حكومية. 

## الحرب العالمية الأولى (1914 – 1918)
بعد الاعتراف باستقلال ألبانيا وحدودها المؤقتة في عام 1913، فرضت القوى العظمى على ألبانيا أميرًا مسيحيًا ألمانيا هو فيلهيلم من فايد ليكون حاكمها في 1914. في نزاعات ضمان السلطة والاضطراب حول وجود حاكم مسيحي، اندلعت ثورة مسلمة فاشلة (1914) في وسط ألبانيا سعت إلى استعادة الحكم العثماني في حين نأى شمال وجنوب ألبانيا بنفسه عن هذه الأحداث. في خلال الحرب العالمية الأولى، سقط شمال ووسط وجنوب وسط ألبانيا تحت الاحتلال النمساوي المجري. في الإحصاء الرسمي لعامي 1916 -–1918 الذي أجرته السلطات النمساوية المجرية، أظهرت النتيجة أن المسلمين في مناطق ديبر ولومه وغوره يتجاوزون 80% من السكان. في الجزء الغربي من المناطق الجبلية، كانت شكودير، والجبال شرق البحيرة المناطق التي تحتوي أكبر عدد من السكان المسلمين. في وسط ألبانيا، كان السكان في المنطقة الممتدة من إقليم مات إلى منبع نهر شكومبيني باتجاه كافاجه التي تضم مقاطعات تيرانه وبيكين وكافاجه وإلباسان، مسلمون في معظمهم. في منطقة بيرات كان المسلمون أغلبية السكان والأرثوذكس أقلية، في حين كان المسلمون جنوب إلباسان أكثرية إلى جانب عدد كبير من السكان الأرثوذكس. في منطقة غرامش، كان المسلمون أغلبية باستثناء شخصين وفي جنوب منطقة بيكين لم يوجد إلا المسلمين. كان المسلمون أغلبية في منطقة مالاكاستر أيضًا إلى جانب أقلية أرثوذكسية صغيرة. جعلت تجربة الحرب العالمية الأولى، والقلق من التقسيم وخسارة السلطة، السكان الألبان المسلمين يدعمون القومية الألبانية والوحدة الأرضية لألبانيا. ظهر تفاهم بين معظم الألبان السنّة والبكتاش على ضرورة تنحية الاختلافات الدينية لصالح التماسك الوطني. في حين نُظر إلى هجر الروابط الأممية الإسلامية في الخارج في سياق تأمين الدعم الدولي والحفاظ على الاستقلال مع معارضة بعض رجال الدين المسلمين الألبان التنصل من العلاقات مع العالم الإسلامي الأوسع.

## فترة ما بين الحربين (1919 – 1939)

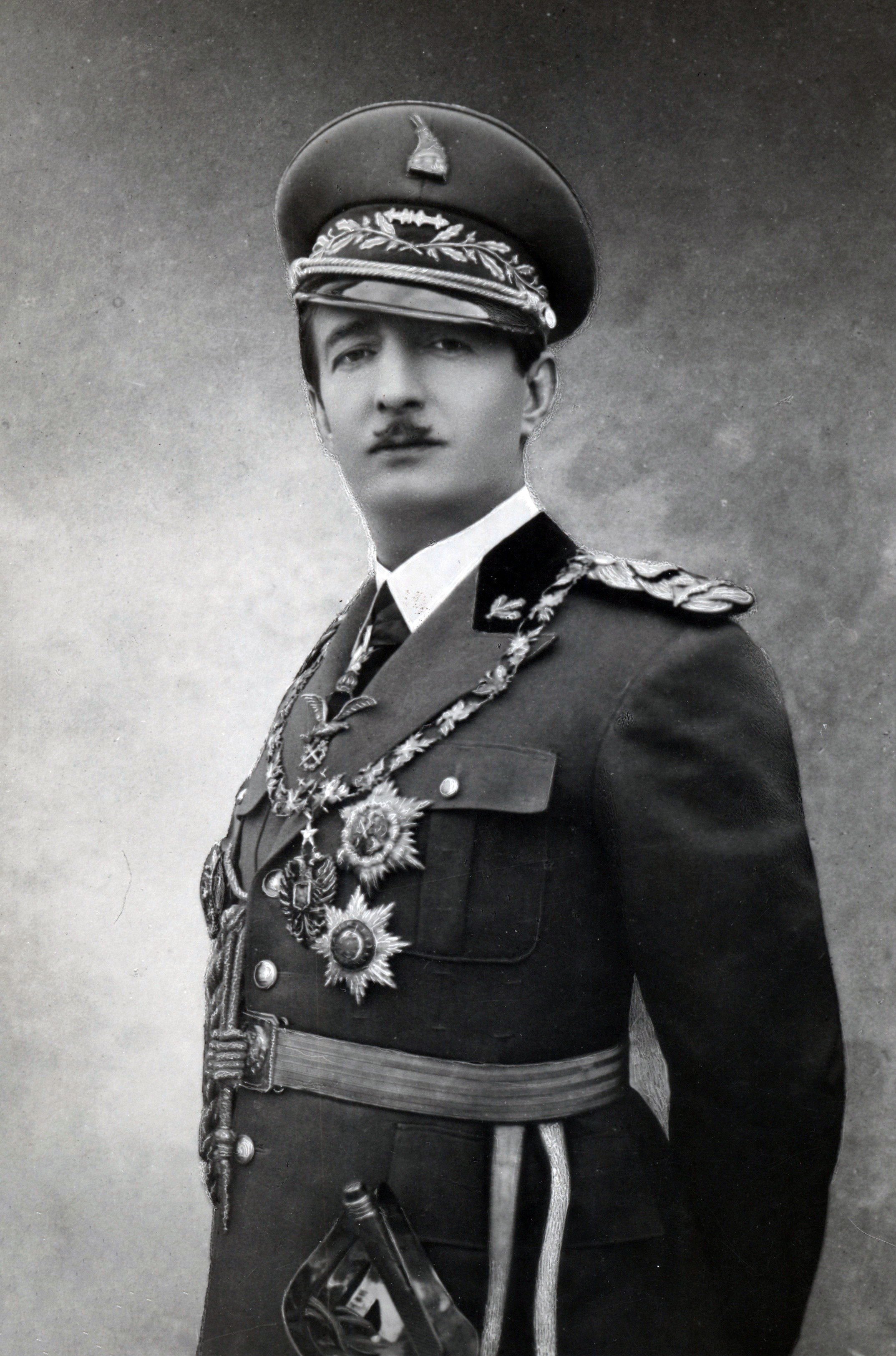
الملك زوغ من ألبانيا

منذ الأيام الأولى لفترة ما بين الحربين في ألبانيا، ونتيجة لطبيعة ألبانيا الدينية المتباينة، عرفت القيادة السياسية لألبانيا إياها على أنها من دون ديانة رسمية. شكل الألبان المسلمون في ذلك الحين نحو 70% من إجمالي عدد السكان البالغ 800.000 وكانت ألبانيا الدولة المسلمة الوحيدة في أوروبا. في المقاطعات العثمانية السابقة كورتشه وجيروكاستر التي تشكل جنوب ألبانيا، زادت حصة السكان المسلمين في عام 1923 إلى 109,000 مقابل 114,000 أرثوذكسي وبحلول عام 1927 صار المسلمون 116,000 أمام 112,000 أرثوذكسي. زعمت يوغسلافيا واليونان في سياستيهما الدوليتين في عشرينيات القرن الماضي أن ألبانيا كانت عدائية بعض الشيء ناحية السكان الأرثوذكس مثل اليونانيين وغيرهم وأن الأغلبية المسلمة كانت تضطهدهم. أنكرت ألبانيا هذه المزاعم حول نزاع مذهبي بين المسيحيين والمسلمين وعزت التوترات في جنوبها إلى الحركة التي تهدف إلى إنشاء كنيسة أرثوذكسية ألبانية مستقلة وأولئك الذين يريدون البقاء تحت سلطة البطريركية. تعهد الألبان الأرثوذكس بتنفيذ العديد من الإصلاحات الحكومية بسبب وضعهم العثماني السابق المتمثل في كونهم طبقة دنيا برغبتهم في إبعاد ألبانيا عن تراثها العثماني الإسلامي.